# 2009 en Ingouchie
Cet article présente les faits marquants de l'année 2009 en Ingouchie.

## Évènements

### Janvier
- Samedi 24 janvier 2009 : deux rebelles sont tués lors d'une « opération spéciale ». Les deux hommes ont résisté aux injonctions des forces de l'ordre qui ont riposté et les ont abattus. Des attentats visant des militaires et des policiers se produisent régulièrement en Ingouchie où les affrontements entre forces de l'ordre et rebelles pro-tchétchènes sont fréquents.

### Février
- Jeudi 12 février 2009 :  quatre policiers et cinq rebelles sont tués lors de combats à Nazran, la principale ville de l'Ingouchie. Quatre autres policiers ont été blessés, les rebelles s'étaient retranchés dans un bâtiment résidentiel.

### Mai
- Lundi 25 mai 2009 : quatre policiers tchétchènes participant avec leurs collègues ingouches à une opération de recherche des rebelles en Ingouchie ont été tués dans l'explosion d'un engin explosif.

### Juin
- Mercredi 10 juin 2009 : la vice-présidente de la Cour suprême de l'Ingouchie, Aza Gazguireïeva, est tuée par balles à bord de sa voiture de fonction. Ce meurtre pourrait être lié avec le procès de 12 personnes accusées d'avoir mené un raid armé contre la république en 2004[1].
- Samedi 13 juin 2009 : un ancien vice-premier ministre, Bachir Aouchev, a été tué par balle dans la capitale Nazran par des inconnus.

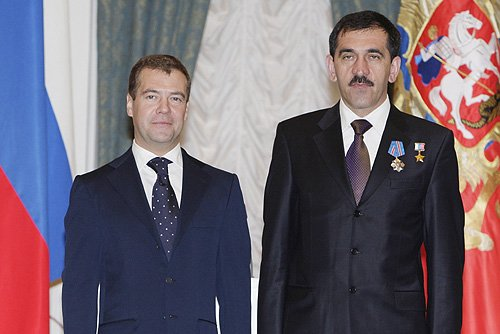
Iounous-bek Evkourov (mai 2009)

- Lundi 22 juin 2009 : le président de la république d'Ingouchie, Iounous-Bek Evkourov, est grièvement blessé dans l'explosion d'un engin au cours de laquelle trois de ses gardes du corps ont été tués, dont son frère. Le président Evkourov a été hospitalisé et se trouve dans « un état très grave ». L'attentat serait lié à sa politique de lutte contre la corruption endémique unissant contre lui les bandes islamistes et les mafias locales qui ont multiplié les « contrats » contre ceux qui entendaient mettre le nez dans leurs affaires[2].
- Mercredi 24 juin 2009 : quatre personnes, dont un policier, ont été tuées au cours de plusieurs fusillades dans la ville de Karaboulak et dans le district de Nazran.

### Juillet
- Mercredi 1er juillet 2009 : un policier a été tué et un autre blessé à Karaboulak par des terroristes ayant ouvert le feu contre eux à l'arme automatique.
- Jeudi 2 juillet 2009 : deux rebelles ont été tués et deux policiers blessés lors d'un accrochage dans le village de Kantychevo, près de Nazran.
- Samedi 4 juillet 2009 : au moins sept agents de la police tchétchène ont été tués dans une attaque à l'arme à feu et à la grenade contre leur véhicule circulant en Ingouchie. Les policiers tchétchènes participaient à une opération commune avec des policiers ingouches contre la rébellion.
- Mardi 7 juillet 2009 : un soldat des troupes du ministère russe de l'Intérieur a été tué et 6 autres blessés au cours de combats avec une vingtaine de combattants rebelles, dont un a été tué. Un agent de la police anti-émeute a aussi tué lorsque son véhicule a été visé par des tirs à l'arme automatique. Le chef de la police scientifique a été grièvement blessé à la tête par des tirs alors qu'il circulait en voiture.
- Vendredi 10 juillet 2009 : le chef de la police scientifique Magomed Gadaborchev est décédé de ses blessures après l'attaque de mardi. Le corps d'un policier ingouche tué par balles a été retrouvé en Tchétchénie dans les environs de Chali, au sud-est de Grozny.
- Mercredi 15 juillet 2009 : Natalia Estemirova, collaboratrice renommée de l'ONG russe de défense des droits de l'homme Memorial, a été retrouvée morte en Ingouchie, quelques heures après son enlèvement à Grozny (Tchétchénie)[3].
- Samedi 25 juillet 2009 : Deux combattants rebelles ont été tués lors d'une opération des forces de sécurité dans une forêt près du village de Pliyevo (proche de la ville de Nazran).
- Mardi 28 juillet 2009 : Attentat à la bombe près de la maison du maire de Magas sans faire de victimes[4].